# L'École des vierges
Pour plus de détails, voir Fiche technique et Distribution.
L'École des vierges est un film français réalisé par Pierre Weill, sorti en 1935.

## Fiche technique
- Titre : L'École des vierges
- Réalisation : Pierre Weill
- Scénario : Pierre Weill, d'après la pièce de Paul Murio
- Production : Productions René Bianco - Productions Pellgrin
- Format :  Noir et blanc - 35 mm - Son mono
- Pays d'origine :  France
- Genre : Comédie
- Durée : 75 minutes
- Date de sortie : 
  - France - 1er novembre 1935

## Distribution
- Dolly Davis : la femme
- André Roanne : le mari
- René Ferté : le séducteur
- Monique Rolland : la petite pensionnaire
- Nino Constantini : l'amoureux timide
- Pierre Juvenet
- Rachel Devirys
- Yvonne Rozille
- René Navarre